# Effie (Minnesota)
Effie és una població dels Estats Units a l'estat de Minnesota. Segons el cens del 2000 tenia 91 habitants.

## Demografia
Segons el cens del 2000, Effie tenia 91 habitants, 36 habitatges, i 24 famílies. La densitat de població era de 8,8 habitants per km².
Dels 36 habitatges en un 27,8% hi vivien nens de menys de 18 anys, en un 61,1% hi vivien parelles casades, en un 2,8% dones solteres, i en un 33,3% no eren unitats familiars. En el 30,6% dels habitatges hi vivien persones soles el 13,9% de les quals corresponia a persones de 65 anys o més que vivien soles. El nombre mitjà de persones vivint en cada habitatge era de 2,53 i el nombre mitjà de persones que vivien en cada família era de 3,25.
Per edats la població es repartia de la següent manera: un 28,6% tenia menys de 18 anys, un 7,7% entre 18 i 24, un 25,3% entre 25 i 44, un 20,9% de 45 a 60 i un 17,6% 65 anys o més.
L'edat mediana era de 37 anys. Per cada 100 dones de 18 o més anys hi havia 116,7 homes.
La renda mediana per habitatge era de 31.250 $ i la renda mediana per família de 29.583 $. Els homes tenien una renda mediana de 21.250 $ mentre que les dones 21.875 $. La renda per capita de la població era de 14.606 $. Entorn del 7,4% de les famílies i el 5,2% de la població estaven per davall del llindar de pobresa.

## Poblacions més properes
El següent diagrama mostra les poblacions més properes.